# اوی‌پتره
اوی‌پِترِه (به مجاری:  Újpetre) یک منطقهٔ مسکونی در مجارستان است که در ناحیه شیکلوش واقع شده‌است.